# Sony Xperia Z1 Compact
Sony Xperia Z1 Compact (модель D5503) — коммуникатор от Sony, работающий на платформе Android, с защитой от пыли и влаги (IP55/IP58). Z1 compact является уменьшенной версией коммуникатора Xperia Z1 (диагональ экрана 4,3", вместо 5" у Z1), но сохранивший ключевые технические характеристики (производительность процессора и чипсет, камера, интерфейсы и т. п.).
До официального выхода на международный рынок, Z1 Compact продавался на территории Японии под маркой Sony Xperia Z1f.

## Маркетинг
Впервые официально был представлен в январе 2014 года на Международной выставке потребительской электроники (CES 2014). В продажу поступил в феврале 2014 года.
В марте 2014 года Z1 Compact занял первое место в рейтинге самых желаемых устройств за месяц, по версии 4PDA. Компания Sony получила премию iF product design award 2014 за дизайн этого смартфона.

## Технические особенности
Коммуникатор Sony Xperia Z1 Compact выполнен в формате моноблока. Задняя крышка пластмассовая с зеркальной поверхностью, обод телефона металлический. Все отверстия, кроме аудиовыхода, закрыты специальными заглушками, обеспечивающими водонепроницаемость. По данным производителя, телефон соответствует стандартам IP55/IP58, предполагающим защиту от пыли и влаги (погружение до 1,5 метров в пресной воде).
Диагональ экрана — 4,3" с разрешением 1280x720. Матрица выполнена по технологии IPS. Экран покрыт ударопрочным стеклом.
Телефон поддерживает LTE, имеет 20-мегапиксельную фотокамеру, несъёмный аккумулятор 2300 mAh. Кроме того, допускает зарядку с помощью док-станции через специальные контакты без открытия заглушки usb-порта.

## Программное обеспечение
При начале продаж в феврале 2014 года, Z1 Compact поставлялся с операционной системой Android 4.3. Вскоре, в марте-апреле было выпущено обновление до версии 4.4.2. Однако её установка приводила к нестабильной работе телефона (пропадал звук, заметно быстрее разряжался телефон, снижалось быстродействие камеры и т. п.). В апреле компания Sony признала наличие программных недоработок и выпустила «патч», исправляющий недочёты (номер новой сборки — 14.3.A.0.757). 26 июня 2014 года Z1 Compact начал получать обновление до Android версии 4.4.4. 13 апреля 2015 года аппарат получил обновление до Android 5.0.2 Lollipop. 9 сентября 2015 года получил обновление до Android 5.1.1 Lollipop.